# Rideg egyenletek
A Rideg egyenletek (angolul: The Cold Equations) Tom Godwin tudományos-fantasztikus novellája, az amerikai tudományos-fantasztikus történetek egyik prototípusa, amely 1954-ben jelent meg először az Astounding Science Fiction augusztusi számában. 1987-ben megjelent az Isaac Asimov és Martin H. Greenberg által szerkesztett, The Great SF Stories című novelláskötetben is, amelybe Asimov és Greenberg  1954-es év legjobb sci-fi novelláit próbálták összeválogatni. Első magyar fordítása 1988-ban jelent meg Kemény Dezső fordításában a Galaktika 1990-es májusi számában, illetve ugyanebben az évben megjelent könyvben is Széchenyi Kinga fordításában, a Szívélyes Fahrenheit – 17 sci-fi remekmű című novelláskötetben, Asimov és Greenberg The Great SF Stories című novelláskötetének magyar nyelvű kiadásában.

## Történet
|  | Alább a cselekmény részletei következnek! |

A Stardust űrhajó előre meghatározott körútját teljesíti a Földtől távoli határvidék bolygói között, amikor segélykérést kap a Woden bolygóról, ahol egy halálos láz tört ki a telepesek között. Az űrhajó egy MŰH-öt, azaz egy kis korlátozott hatótávolságú mentőűrhajót indít el a Woden felé mindössze egy pilótával és a láz gyógyításához szükséges gyógyszeradaggal. Egy órával az indulás után a MŰH pilótája felfedez egy potyautast, egy 18 éves Marilyn Lee Cross nevű leányt, aki azért bújt el a raktérben, hogy meglátogathassa a bátyját a Woden bolygón. A lány abban a hiszemben van, hogy csak pénzbüntetést kell majd fizetnie a potyautazásért, azonban a kialakult helyzet sokkal súlyosabb. A kis mentőűrhajónak csak a pilóta és a rakomány számára van elegendő üzemanyaga. A plusz teher, amit a lány jelent, azt eredményezi, hogy a hajó hamarabb ki fog fogyni az üzemanyagból, minthogy landolni tudna a Woden bolygón. Ez pedig azt jelenti, hogy a pilóta és a gyógyszerre váró beteg telepesek is meghalnak a lánnyal együtt. A törvény szerint ezért a lányt ki kell taszítani az űrbe, a „rideg egyenletek” szerint nincs más megoldás, hogy megmentsék legalább a pilóta és a telepesek életét. A legtöbb, amit a pilóta megtehet, hogy pályamódosítással egyetlen órával késlelteti a véget. Ezzel időt ad a lánynak, hogy elfogadja végzetét, levelet írjon szüleinek és bátyjának, illetve hogy az utolsó percekben rádión keresztül váltson néhány szót a bátyjával és elbúcsúzzanak egymástól. Amikor a rádiókapcsolat megszakad a lány önként besétál a mentőhajó légzsilipjébe és a pilóta kilövi őt az űrbe.
|  | Itt a vége a cselekmény részletezésének! |

## Megjelenések

### angol nyelven
1. The Cold Equations, Astounding Science Fiction, 1954 augusztus[3]
2. Isaac Asimov Presents The Great SF Stories: 16, DAW Books, Inc., 1987[3]

### magyar nyelven
1. Rideg egyenletek, Galaktika 1990. május, ford.: Kemény Dezső[4]
2. Szívélyes Fahrenheit  17 sci-fi remekmű, Maecenas Könyvkiadó, Budapest, 1990, ford.: Széchenyi Kinga[2]
3. Szívélyes Fahrenheit  17 sci-fi remekmű, Magyar Könyvklub, Budapest, 1993, ford.: Széchenyi Kinga[5]
4. Szívélyes Fahrenheit  17 sci-fi remekmű, Könyvmolyképző Kiadó, Szeged, 2008, ford.: Széchenyi Kinga, ISBN 9789632450858

## Külső hivatkozások
- Magyar nyelvű megjelenések
- Angol nyelvű megjelenések az ISFDB-től
- A novella szövege angolul